# Socialismus 21. století

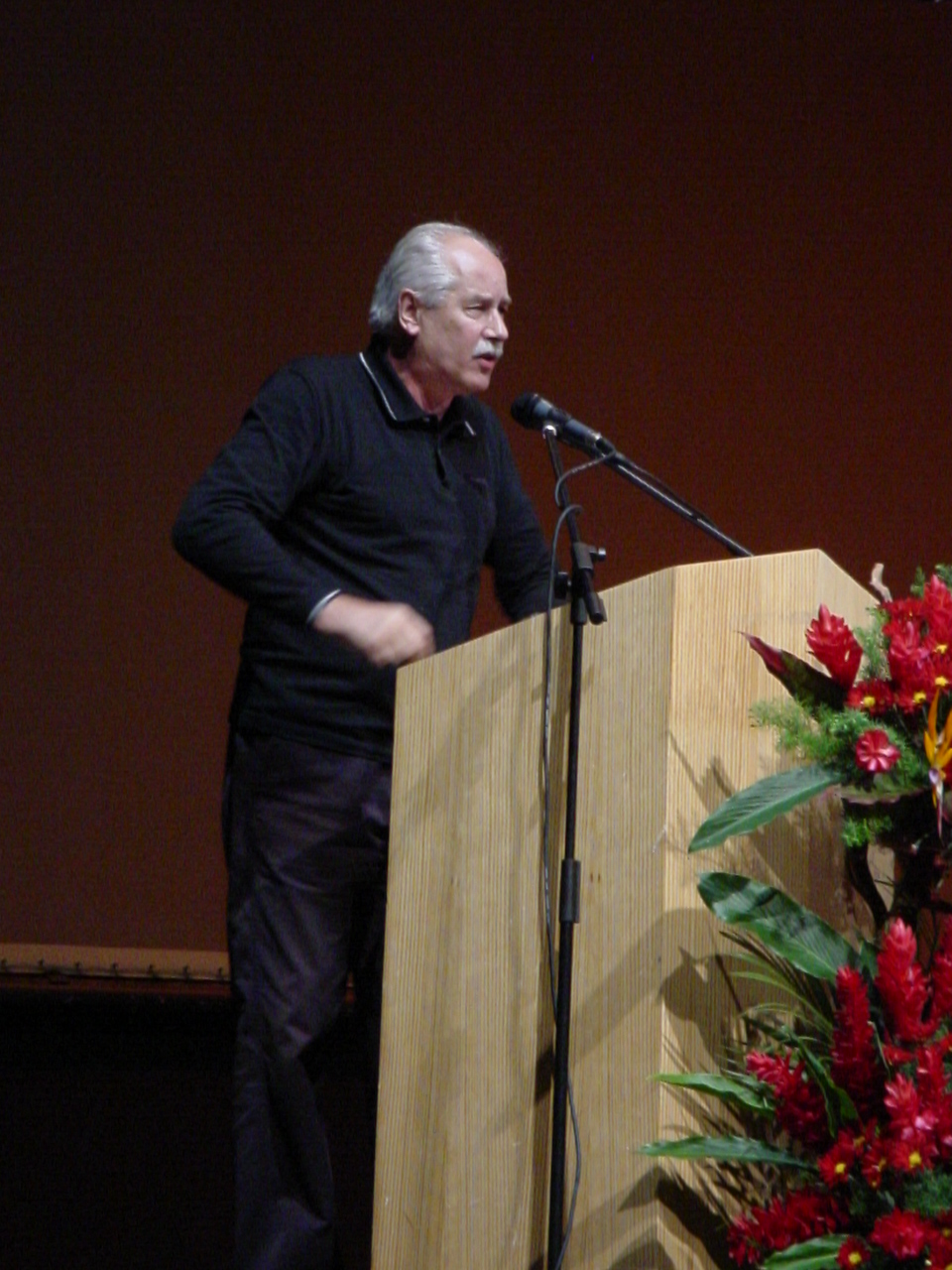
Heinz Dieterich Steffan (* 1943)

Socialismus 21. století (též socialismus pro 21. století) je nový model socialismu, který se snaží vyvarovat chyb, jež vedly k neúspěchu socialismu koncem 20. století, a zároveň se snaží reagovat na podmínky 21. století.
Za duchovního otce tohoto modelu je považován Heinz Dieterich Steffan (1943), levicově zaměřený politolog německého původu, žijící v Mexiku, poradce venezuelského prezidenta Huga Cháveze. Dalším, kdo se podílel na rozpracování této ideologie, je Michael A. Lebowitz, emeritní profesor ekonomie na Universitě Simona Frasera ve Vancouveru (Kanada), stoupenec marxismu.
Podle Heinze Dietericha nezdar socialismu 20. století byl způsoben lidskými chybami a neruší platnost socialismu jako takového. Je třeba vymyslet „nový socialismus“ přizpůsobený podmínkám 21. století.

## Teorie – základní principy
Definování socialismu 21. století není podle H. Dietericha dosud ukončeno, neboť se stále vyvíjí, je však již možné určit jeho základní principy.
- V politické oblasti: Použití politické moci ve prospěch většiny a účastnická demokracie na místní, regionální a národní úrovni. Respektování politického pluralismu. Odvržení přebyrokratizovaného státu a systému jediné strany, jediné odborové organizace a jediné doktríny.

- V ekonomické oblasti: Ekonomika sloužící potřebám komunit, kolektivní vlastnictví výrobních prostředků, dále společné řízení (Co-Management)[5], na kterém se podílí kapitál i pracovní síly. Vnitřní a udržitelný rozvoj. Respektování trhu a soukromého vlastnictví. Odmítnutí utlačování pracovníků, výhradní státní vlastnictví výrobních prostředků.

- V sociální oblasti: Cení si sociálních práv, sociálních hnutí, organizovaných komunit, rovnosti a sociálního zapojení. Respektování třídních rozdílů a odmítnutí třídního útlaku.

- V geopolitické oblasti: Formování Latinskoamerického mocenského bloku (ALBA) jako integračního modelu. Respektování mezinárodních smluv. Odmítnutí neoliberalismu a amerického imperialismu.

- V hodnotové oblasti: Solidarita, kolektivní prospěch, humanismus nad ekonomikou, svoboda a rovnost, flexibilita. Respekt k místním kulturám a historickým podmínkám. Zavržení egoismu, konkurenčních závodů uvnitř komunity, korupce a akumulování velkého množství peněz jednotlivci.

Nový socialismus je možný pouze v souvislosti s vysokou úrovní vzdělání, etiky a organizace výrobních sil, je to dlouhodobý projekt.

## Bolívarovské revoluce ve Venezuele

### Hugo Chávez a socialismus 21. století
Proces údajně[zdroj?] vedoucí ve Venezuele k socialismu 21. století je nazýván bolívarovskou revolucí. Hlavní principy socialismu 21. století vyhlásil venezuelský prezident Hugo Rafael Chávez Frias 30. ledna 2005 na V. světovém sociálním fóru v brazilském Porto Alegre a Venezuela se podle tvrzení venezuelského prezidenta stala první zemí, kde je socialismus 21. století uváděn do praxe.
Socialismus 21. století podle Huga Cháveze není synonymem pro marxismus. Ideově má vycházet z bolívarovských tradic, které jsou lidem  Latinské Ameriky bližší, než evropské pojetí socialismu. Socialismus 21. století se tak do jisté míry přizpůsobil latinskoamerické mentalitě.
Tento model socialismu je údajně[zdroj?] inspirován křesťanstvím. To ale údajně neznamená, že musí být náboženský, nýbrž že je založen na sociálních myšlenkách evangelií a Nového zákona jako celku; tedy na prvotní mezilidské vzájemnosti, kterou křesťanství do jisté míry přinášelo již od dob Ježíše Krista.
Zároveň se však údajně[zdroj?] jedná o socialismus zaměřený do budoucnosti a nekopírující minulé modely socialismu, jako např. socialismus z období studené války v polovině 20. století. Podle Hugo Cháveze se nejedná o státní socialismus, jak byl kdysi uplatňován v bývalém Sovětském svazu a Východní Evropě nebo dnes na Kubě. Údajně by měl být více pluralitní a méně státně centralizovaný. Přesto Hugo Chávez podporuje kubánský režim.
Socialismem 21. století je tento nový model nazván proto, že je údajně[zdroj?] inspirován hodnotami celosvětově uznávanými na počátku nového století. Schválení zmocňovacího zákona, který umožňuje venezuelskému prezidentovi vládnout 18 měsíců prakticky neomezeně prostřednictvím dekretů, je však ostře kritizováno z pozic západních zemí. Tvůrci socialismu 21. století poukazují na dodržování lidských práv, avšak nikoliv jen občanských a politických, ale také ekonomických, sociálních a kulturních, což je ostatně jedno z klíčových témat například i komunismu. Dle slov svých tvůrců je socialismus 21. století založen na solidaritě, bratrství, lásce, spravedlnosti, svobodě a rovnosti.
V souvislosti s vyhlášením těchto atributů socialismu 21. století Hugo Chávez také uvedl, že pokud demokracie je mocí lidu a pro lid, nemůže existovat v takovém společenském systému, kde individuální zájmy jsou stavěny nad zájmy kolektivní a kde kapitál je důležitější než lidé.

### Pět motorů revolučního procesu
V rámci bolívarovské revoluce byly realizovány programy boje s negramotností (Mission Robinson, Mission Riba), zavedení bezplatné zdravotní péče pro nejchudší obyvatelstvo (Mission Barrio Adentro), obojí za účasti tisíců kubánských dobrovolníků, a vyvlastnění velkých latifundií a ladem ležící půdy ve prospěch chudých rolníků. Dále dochází ke znovuzestátnění klíčového průmyslu, zejména ropného (za náhradu a s ponecháním menšinového podílu soukromým firmám).
8. ledna 2007 ohlásil Chávez program, soustředěný na pět motorů revolučního procesu. Jsou jimi:
1. Zmocňovací zákon, který Chávezovi umožní po dobu jednoho roku vydávat dekrety se silou zákona. Bude podle něj využíván například k dalšímu znárodňování. (Koncem ledna 2007 parlament tento zákon schválil s platností na 18 měsíců a s omezením na 11 oblastí politického, hospodářského a společenského života.[6]
2. Změna ústavy, kde by mělo být prohlášeno, že Venezuela je „bolívarovský socialistický stát“ a dále by v ní měl být omezen počet funkčních období prezidenta. Otázkou je, co to bolívarovský socialistický stát vlastně je.
3. Zahájení kampaně „za bolívarovské lidové vzdělání“. To by mělo zbourat staré hodnoty individualismu, kapitalismu a sobectví.
4. „Nová geometrie moci národní mapy“, což by mělo být hospodářské a kulturní povznesení chudých okrajových regionů země.
5. „Výbuch komunální moci“ by měl podle Cháveze spočívat ve zvětšení pravomoci komunálním radám a postupném vytvoření jakési konfederace komunálních výborů, která by měla nahradit kapitalistický stát.

## Kritika
Socialismus 21. století bývá, stejně tak Hugo Chávez, kritizován. A to jak ze strany levicových, tak i pravicových politiků.
Krajní levice (ortodoxní marxisté, trockisté) argumentuje tím, že se nejedná o skutečný socialismus, protože nedojde k úplnému vyvlastnění a znárodnění kapitálu. Dále neexistuje revoluční dělnická strana typicky marxistického ražení s vedoucí úlohou ve společnosti, naopak je zde snaha Hugo Cháveze o sjednocení a podřízení si většiny politických stran i odborů. Dojde proto pouze k posílení státního kapitalismu a nerovné postavení dělníků a rolníků zůstane. Venezuelští komunisté se proto odmítli rozpustit do Chávezovy nové strany.
Pravice argumentuje tím, že socialismus 21. století je další utopickou ideologii, kterou Hugo Chávez obratně využívá k udržení si své moci. Penězi ze zestátněného ropného průmyslu si pod záminkou péče o školství a zdravotnictví kupuje přízeň chudého obyvatelstva, které tvoří většinu voličů. Státem řízené podniky ztratí mnoho stimulů své motivace a stanou se neefektivními. 
Opoziční strany namítají, že je demokracie omezována potlačováním nezávislých sdělovacích prostředků a přesunem stále větší moci z parlamentu do rukou prezidenta. Hugo Chávez je označován v lepším případě za populistu, v horším za diktátora a některými americkými politiky je přirovnáván i k Hitlerovi.